# Перегінка
Перегі́нка — село в Україні, у Розсошанській сільській громаді Хмельницького району Хмельницької області. Населення становить 636 осіб.

## Населення

### Мова
Розподіл населення за рідною мовою за даними перепису 2001 року:
| Мова            | Кількість | Відсоток |
| --------------- | --------- | -------- |
| українська      | 630       | 99.06%   |
| російська       | 4         | 0.63%    |
| інші/не вказали | 2         | 0.31%    |
| Усього          | 636       | 100%     |

## Галерея

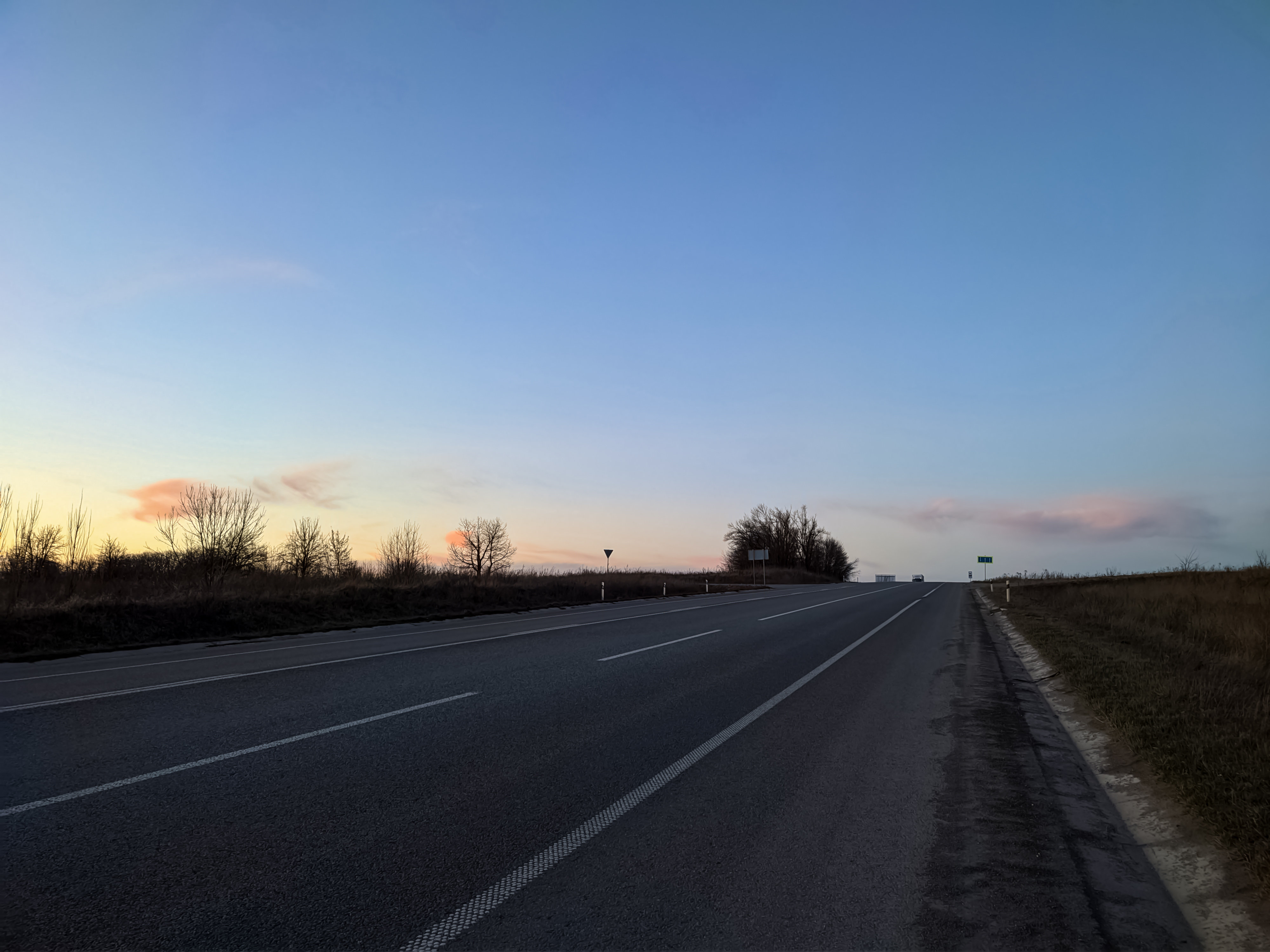
Автошлях Н03, що проходить повз село
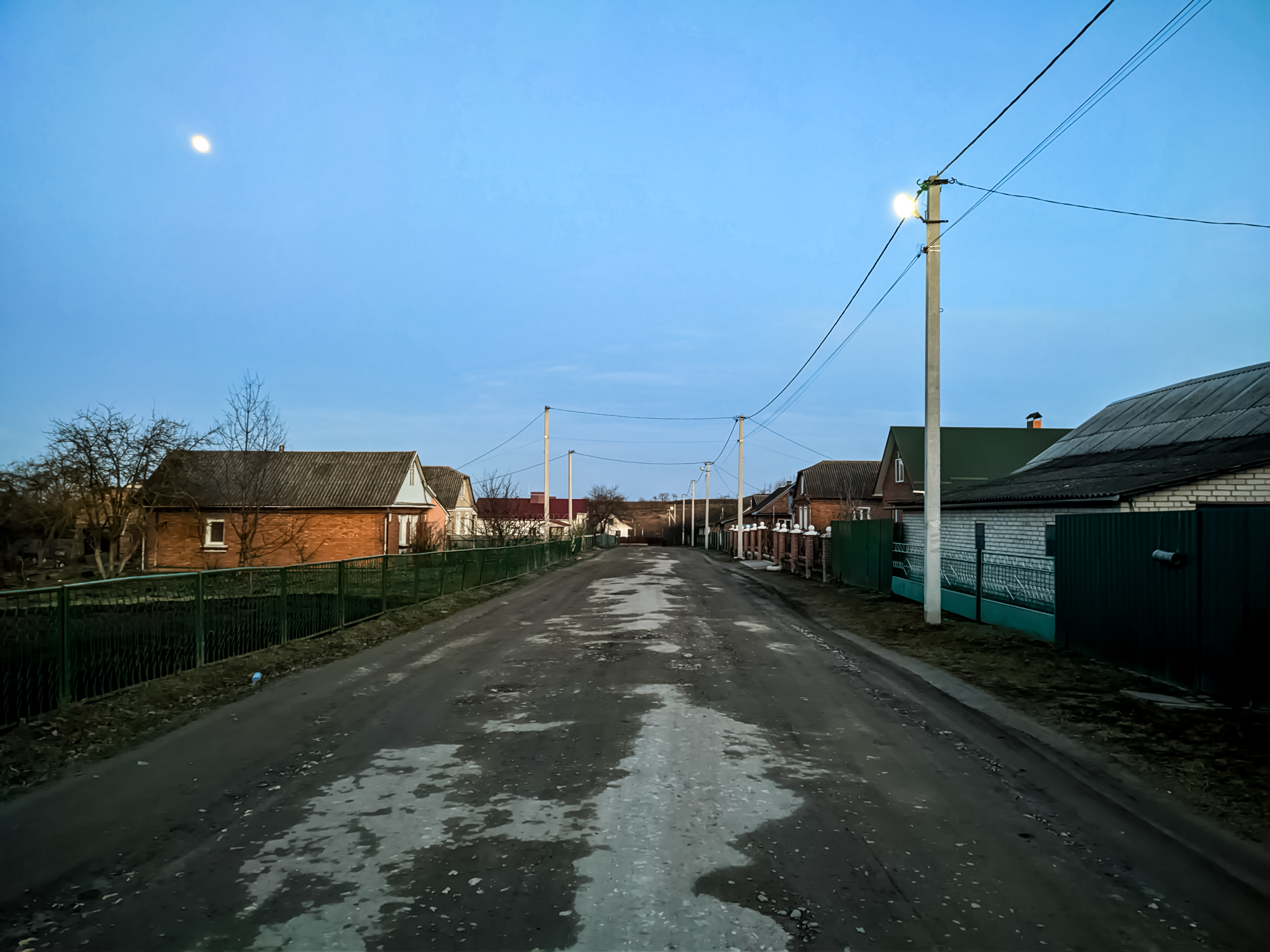
Вулиця Лісна